# Kirche Popelken
Die 1768/1769 erbaute Kirche in Popelken (der ostpreußische Ort hieß zwischen 1938 und 1946: Markthausen) war bis 1945 evangelisches Gotteshaus für die Kirchspielbewohner des heute Wyssokoje genannten Ortes in der russischen Oblast Kaliningrad (Gebiet Königsberg (Preußen)). Die Ruine des Turms und ein Teil der westlichen Außenmauer ist erhalten.

## Geographische Lage
Das heutige Wyssokoje liegt 32 Kilometer südöstlich der früheren Kreisstadt Polessk (Labiau) und 28 Kilometer südwestlich der neuen Rajonshauptstadt Slawsk (Heinrichswalde) an einer Nebenstraße, die von der russischen Fernstraße A 216 (einstige deutsche Reichsstraße 138, heute auch Europastraße 77) abzweigt und über Gremjatschje (Groß Berschkallen, 1938 bis 1946 Birken) und Dowatorowka (Leipeningken, 1938 bis 1946 Georgental) bis nach Majowka (Georgenburg) nördlich von Tschernjachowsk (Insterburg) führt. Die nächste Bahnstation ist Salessje-Nowoje (Mehlauken, 1938 bis 1946 Liebenfelde) an der Bahnstrecke Kaliningrad–Sowetsk (Königsberg–Tilsit).
Die Turmruine steht am nordwestlichen Ortseingang südlich der Hauptstraße.

## Kirchengebäude
In Popelken ist bereits 1640 eine Kirche nachgewiesen. Sie wurde 1768/69 durch einen Nachfolgebau ersetzt. Dabei handelte es sich um einen verputzten rechteckigen Ziegelbau. Wegen Baufälligkeit musste der aufgesetzte Dachreiter abgebrochen werden, dafür wurde 1901 ein Westturm vorgesetzt.
Der Kanzelaltar war ein Werk des 19. Jahrhunderts unter Einbeziehung einer Figur des Mose von 1680, die wohl ehemals als Kanzelträger fungierte. Bemerkenswert waren ein Taufengel von 1720 und die silbernen Altargeräte aus dem 17. Jahrhundert.
Die Orgel war ein Werk des Orgelbauers August Terletzki aus Elbing (heute polnisch: Elbląg). Die zwei Glocken stammten aus dem Jahre 1818.

## Kirchengemeinde
Die Kirchengemeinde in Popelken wurde 1626 gegründet und erhielt im gleichen Jahr eine eigene Pfarrstelle. Eine zweite Pfarrstelle wurde im Jahre 1900 beigegeben. Bis 1841 war die Kirche Popelken auch für die Orte des dann gegründeten Kirchspiels der Kirche Mehlauken (1938 bis 1946: Liebenfelde, heute russisch: Salessje) zuständig.
Bei der Volkszählung des Jahres 1925 lebten im Bereich der Pfarrei Popelken 6800 Gemeindeglieder in 47 Orten des weitflächigen Kirchspiels. Bis 1945 gehörte es zum Kirchenkreis Labiau in der Kirchenprovinz Ostpreußen der Kirche der Altpreußischen Union.
Aufgrund von Flucht und Vertreibung der einheimischen Bevölkerung in Folge des Zweiten Weltkrieges sowie der restriktiven Religionspolitik der Sowjetunion brach das kirchliche Leben in dem dann Wyssokoje genannten Ort ein.
In den 1990er Jahren bildeten sich in der jetzigen Oblast Kaliningrad neue evangelisch-lutherische Gemeinden, darunter die Wyssokoje am nächsten liegende in Bolschakowo (Groß Skaisgirren, 1938 bis 1946 Kreuzingen). Sie ist eine Filialgemeinde in der Kirchenregion der Salzburger Kirche in Gussew (Gumbinnen) in der Propstei Kaliningrad (Königsberg) der Evangelisch-lutherischen Kirche Europäisches Russland.

### Kirchspielorte
Neben dem Pfarrort Popelken gehörten zu dem bis 1945 bestehenden Kirchspiel 46 Orte, Ortschaften und Wohnplätze:
| Name                                   | Änderungsname 1938 bis 1946 | Russischer Name  |  | Name                                       | Änderungsname 1938 bis 1946 | Russischer Name |
| -------------------------------------- | --------------------------- | ---------------- |  | ------------------------------------------ | --------------------------- | --------------- |
| Alt Domharthenen                       | Domhardtfelde               |                  |  | Obscherninken                              | Dachsfelde                  |                 |
| Auxkallen                              | ab 1936: Ackerhof           |                  |  | Packalwen                                  | Berghöfen                   |                 |
| Beszarwen, 1938–1938: Bescharwen       | Scharhöfen                  |                  |  | Paggarszwienen, 1936–1938: Paggarschwienen | Krauseneck                  |                 |
| Bielauken                              | Bielken                     |                  |  | Pannaugen                                  | Habichtswalde               |                 |
| Bittehnen                              | Biehnendorf                 | Jagodnoje        |  | Paringen                                   | Paaringen                   |                 |
| Bittkallen                             | Bitterfelde                 | Dalneje          |  | Paschwentschen                             | Wittenrode                  | Dalneje         |
| Budwallen                              | Budewald                    |                  |  | Patilszen, 1936–1938: Patilschen           | Kunzenrode                  | Oruscheinoje    |
| Danielshöfen                           |                             |                  |  | Plattupönen                                | Breitflur                   | Iskrowo         |
| Eszerningken, 1936–1938: Escherningken | Gutfließ                    | Krasnaja Dubrawa |  | Plompen                                    | Heiligenfließ               |                 |
| Florlauken                             | Blumenfelde                 |                  |  | Rogainen                                   | Hornfelde                   | Sujewka         |
| Friedrichswalde                        |                             | Nowaja Schisn    |  | Rosenberg                                  |                             |                 |
| Groß Ischdaggen                        | Rodenwalde (Ostpr.)         |                  |  | Rudflorlauken                              | Kleinbulmenfelde            |                 |
| Groß Kallkeninken                      | Groß Kalkfelde              |                  |  | Rudlauken b. Mehlauken                     | Göbelshof                   |                 |
| Kallweninken                           | Hügelort                    |                  |  | Schwirgslauken                             | Herzfelde (Ostpr.)          | Saretschje      |
| Klein Baum                             |                             |                  |  |                                            | Serpentienen                | Beerendorf      |
| Klein Kallkeninken                     | Kleinkalkfelde              | Luschki          |  | Skieslauken                                | Mörnersfelde                | Oruscheinoje    |
| Klewienen                              | Seegershöfen                |                  |  | Spannegeln                                 |                             | Dubrowka        |
| Korehlen                               |                             | Sowetskoje       |  | Szallgirren, 1936–1938: Schallgirren       | Schliebenwalde              |                 |
| Lankeninken                            | Langenheim                  |                  |  | Treinlauken                                | Kreuzberg                   |                 |
| Lauszen, 1936–1938: Lauschen           | Brachhöfen                  |                  |  | Uszkampen, 1936–1938: Uschkampen           | Kleinmarkthausen            |                 |
| Mehlathal                              | Liebenhof                   | Sarja            |  | Wartenburg                                 |                             |                 |
| Mehlawischken                          | Liebenort                   |                  |  | Wilkowischken                              | Wolfshof                    |                 |
| Neu Domharthenen                       | Kleindomhardtfelde          | Nowaja Schisn    |  | Wittgirren                                 | Weißenbruch                 |                 |

### Pfarrer
Von 1626 bis 1945 amtierten an der Kirche Popelken 22 evangelische Pfarrer:
| - Erhard Waldeck, 1626–1643 - Michael Glaser, 1643–1656 - Christoph Enders, 1656–1682 - Stephan Schwartz, 1682–1693 - Johann Friedrich Stimehr, 1693–1710 - Johann Albrecht Beilstein, 1710–1717 - Johann Balthasar Schreiber, 1717–1726 - Adam Friedrich Schimmelpfennig, 1726–1763 - Georg Christoph Wilcke, 1763–1779 - Georg Adam Voigdt, 1779–1787 - Heinrich Johann Christ. Kempfer, 1787–1819 | - Johann Friedrich Glogau, 1819–1831 - Junius L. Stolzenberg, 1832–1858 - Carl Leopold Friedrich Neiß, 1855–1858 - Hermann Leopold Friedrich Hahn, 1858–1889 - Julius Theodor Dengel, 1899–1912 - Ernst Albert Paul Harner, bis 1900 - Richard Rudolf Neumann, 1900–1905 - Alfred Schulz, 1905–1910 - Hermann Karl Gustav Schnöberg, 1910–1914 - August Eduard Sinnhuber, 1912–1938 - Arthur Heinrich, 1921–1928 - Theodor Koszinowski, 1938–1945 |

#### Pfarrer Schimmelpfennig
Zwischen 1740 und 1763 amtierte an der Kirche der Pfarrer Adam Friedrich Schimmelpfennig (1699–1763). Er dichtete religiöse Lieder und war Autor profaner litauischer Literatur in Kleinlitauen. Als 1732 ein erstes litauisches Gesangbuch erschien, waren darin bereits 51 Lieder Schimmelpfennigs enthalten. Zwischen 1738 und 1748 übernahm er die Redaktion einer weiteren Gesangbuchausgabe und publizierte 1750 schließlich ein zweites litauisches Liederbuch. Auch gab Schimmelpfennig die zweite vollständige Ausgabe der litauischen Bibel heraus und übersetzte 1756 Johann Arndts Hauptwerk „Vom wahren Christentum“.

## Verweise
1. ↑  Кирха Попелькена - Высокое Die Kirche Popelken in Wyssokoje bei prussia39.ru (mit Fotos aus dem Jahre 2012)
2. ↑  Aktuelles Foto der Turmruine bei flickr.com
3. ↑  Patrick Plew, Die Kirchen im Kreis Labiau: Popelken (Markthausen)
4. ↑  Walther Hubatsch, Geschichte der evangelischen Kirche Ostpreußens, Band 2: Bilder ostpreussischer Kirchen, Göttingen, 1968, Seite 61, Abb. 194
5. 1 2  Walther Hubatsch, Geschichte der evangelischen Kirche Ostpreußens, Band 3: Dokumente, Göttingen, 1968, Seite 465
6. 1 2  Friedwald Moeller, Altpreußisches Evangelisches Pfarrerbuch von der Reformation bis zur Vertreibung im Jahre 1945, Hamburg, 1968, Seite 113
7. ↑  Evangelisch-lutherische Propstei Kaliningrad (Memento des Originals vom 29. August 2011 im Internet Archive)  Info: Der Archivlink wurde automatisch eingesetzt und noch nicht geprüft. Bitte prüfe Original- und Archivlink gemäß Anleitung und entferne dann diesen Hinweis.
8. ↑  Wyssokoje - Popelken/Markthausen bei ostpreussen.net